# Jordan Morris
Jordan Morris (Seattle, 26 de outubro de 1994) é um futebolista estadunidense que atua como atacante. Atualmente, joga pelo Seattle Sounders FC.

## Títulos
Seattle Sounders FC
- MLS Cup: 2016 e 2019
- Liga dos Campeões da CONCACAF: 2022

Seleção Estadunidense
- Copa Ouro da CONCACAF: 2017

### Artilharias
- Copa Ouro da CONCACAF de 2017 (3 gols)